# Thamnophis valida
Thamnophis valida là một loài rắn trong họ Rắn nước. Loài này được Kennicott mô tả khoa học đầu tiên năm 1860.